# Georgbokiite
La georgbokiite è un minerale.

## Etimologia
Il nome è in onore del mineralogista e cristallografo russo Georgii Borisovich Bokii (1909-2001), ha contribuito alla nomenclatura dei politipi ed alla classificazione dei minerali.